# メップ岳
メップ岳（メップだけ）は北海道今金町およびせたな町にまたがる狩場山地の標高1,147.4 mの山。後志利別川の支流であるメップ川などの源流部の山である。

## 登山
- 夏季の登山道はなく、冬季の登山ルートとして、利別目名川上流からのルートがある。

## 周辺の山
- 狩場山
- オコツナイ岳